# Lista över avsnitt av South Park
Det här är en lista över South Park-avsnitt. Den amerikanska komediserien har sina rötter i skaparna Trey Parker och Matt Stones kortfilm The Spirit of Christmas (Jesus vs. Frosty). Den började sändas den 13 augusti 1997 och den fjortonde säsongen visades 17 mars 2010.
Comedy Central skrev på ett kontrakt med Stone och Parker om att förlänga South Park till 15 säsonger, där varje säsong innehåller 14 avsnitt, vilket gör att serien får sammanlagt 223 avsnitt. Den tolfte säsongen började sändas den 12 mars 2008 Den 14 november 2007 hade 167 avsnitt av South Park producerats och sänts. En långfilm, South Park: Bigger, Longer & Uncut, släpptes under tredje säsongen, den 30 juni 1999.
Denna lista är ordnad efter varje avsnitts ursprungliga sändningsdatum.

## Tidiga kortfilmer: 1992 & 1995
| Nr | Titel                                        | Produktionsår   |
| --- | -------------------------------------------- | --------------- |
| 1 | "The Spirit of Christmas (Jesus vs. Frosty)" | 8 december 1992 |
| Pojkarna väcker en ond snögubbe till liv.                                                                               |                                              |                 |
| 2 | "The Spirit of Christmas (Jesus vs. Santa)"  | 1 december 1995 |
| Jesus kommer tillbaka från himlen och vill hämnas. Han frågar pojkarna efter vägen till varuhuset där jultomten väntar. |                                              |                 |

## Översikt (ej komplett)
| Säsong | Säsong | Avsnitt | Avsnitt | Originalvisning       | Originalvisning      | Datum för första DVD-utgåva (per region) | Datum för första DVD-utgåva (per region) |
| Säsong | Säsong | Avsnitt | Avsnitt | Första sändningsdatum | Sista sändningsdatum | Region 1                                 | Region 2                                 |
| ------ | ------ | ------- | ------- | --------------------- | -------------------- | ---------------------------------------- | ---------------------------------------- |
|        | 1      | 13      | 13      | 13 augusti 1997       | 25 februari 1998     | 12 november 2002                         | 7 maj 2001 & 22 oktober 2007             |
|        | 2      | 18      | 18      | 1 april 1998          | 20 januari 1999      | 3 juni 2003                              | 16 april 2001 & 22 oktober 2007          |
|        | 3      | 17      | 17      | 7 april 1999          | 12 januari 2000      | 16 december 2003                         | 18 juni 2001 & 17 mars 2008              |
|        | 4      | 17      | 17      | 5 april 2000          | 20 december 2000     | 29 juni 2004                             | 16 april 2001 & 17 mars 2008             |
|        | 5      | 14      | 14      | 20 juni 2001          | 12 december 2001     | 22 februari 2005                         | 22 oktober 2007                          |
|        | 6      | 17      | 17      | 6 mars 2002           | 11 december 2002     | 11 oktober 2005                          | mars 2008                                |
|        | 7      | 15      | 15      | 19 mars 2003          | 17 december 2003     | 21 mars 2006                             | 16 juni 2008                             |
|        | 8      | 14      | 14      | 17 mars 2004          | 15 december 2004     | 29 augusti 2006                          | 3 november 2008                          |
|        | 9      | 14      | 14      | 9 mars 2005           | 7 december 2005      | 6 mars 2007                              | förmodligen 2009                         |
|        | 10     | 14      | 14      | 22 mars 2006          | 15 november 2006     | 21 augusti 2007                          | förmodligen 2009                         |
|        | 11     | 14      | 14      | 7 mars 2007           | 14 november 2007     | 12 augusti 2008                          | 12 augusti 2008                          |
|        | 12     | 14      | 14      | 12 mars 2008          | 19 november 2008     | 2009                                     | 2009                                     |
|        | 13     | 14      | 14      | 11 mars 2009          | 18 november 2009     | TBA                                      | TBA                                      |
|        | 14     | 14      | 14      | 17 mars 2010          | 17 november 2010     | TBA                                      | TBA                                      |
|        | 15     | 14      | 14      | 27 april 2011         | 16 november 2011     | TBA                                      | TBA                                      |

## Avsnitt

### Säsong 1 (1997–98)
| Nr i serien | Nr i säsongen | Titel                             | Regissör                    | Manus                                  | Originalvisning   | Prod. kod | Tittarsiffror (miljoner) |
| ----------- | ------------- | --------------------------------- | --------------------------- | -------------------------------------- | ----------------- | --------- | ------------------------ |
| 1           | 1             | "Cartman Gets an Anal Probe"      | Trey Parker                 | Trey Parker & Matt Stone               | 13 augusti 1997   | 101       | 0.98                     |
| 2           | 2             | "Weight Gain 4000"                | Trey Parker & Matt Stone    | Trey Parker & Matt Stone               | 20 augusti 1997   | 102       | N/A                      |
| 3           | 3             | "Volcano"                         | Trey Parker & Matt Stone    | Trey Parker & Matt Stone               | 27 augusti 1997   | 103       | 1.0                      |
| 4           | 4             | "Big Gay Al's Big Gay Boat Ride"  | Trey Parker                 | Trey Parker & Matt Stone               | 3 september 1997  | 104       | N/A                      |
| 5           | 5             | "An Elephant Makes Love to a Pig" | Trey Parker (ej krediterad) | Trey Parker, Matt Stone & Dan Sterling | 10 september 1997 | 105       | N/A                      |
| 6           | 6             | "Death"                           | Matt Stone                  | Trey Parker & Matt Stone               | 17 september 1997 | 106       | 1.3                      |
| 7           | 7             | "Pinkeye"                         | Trey Parker & Matt Stone    | Trey Parker, Matt Stone & Philip Stark | 29 oktober 1997   | 107       | 2.7                      |
| 8           | 8             | "Starvin' Marvin"                 | Trey Parker                 | Trey Parker                            | 19 november 1997  | 109       | 2.2                      |
| 9           | 9             | "Mr. Hankey, the Christmas Poo"   | Trey Parker & Matt Stone    | Trey Parker                            | 17 december 1997  | 110       | 4.5                      |
| 10          | 10            | "Damien"                          | Trey Parker                 | Trey Parker & Matt Stone               | 4 februari 1998   | 108       | 5.1                      |
| 11          | 11            | "Tom's Rhinoplasty"               | Trey Parker (ej krediterad) | Trey Parker                            | 11 februari 1998  | 111       | 4.1                      |
| 12          | 12            | "Mecha-Streisand"                 | Trey Parker                 | Trey Parker, Philip Stark & Matt Stone | 18 februari 1998  | 112       | 5.4                      |
| 13          | 13            | "Cartman's Mom Is a Dirty Slut"   | Trey Parker                 | Trey Parker & David R. Goodman         | 25 februari 1998  | 113       | 6.4                      |

### Säsong 2 (1998–99)
| Nr i serien | Nr i säsongen | Titel                                            | Regissör    | Manus                                       | Originalvisning   | Prod. kod |
| ----------- | ------------- | ------------------------------------------------ | ----------- | ------------------------------------------- | ----------------- | --------- |
| 14          | 1             | "Not Without My Anus"                            | Trey Parker | Trisha Nixon & Trey Parker                  | 1 april 1998      | 201       |
| 15          | 2             | "Cartman's Mom Is Still a Dirty Slut"            | Trey Parker | David Goodman & Trey Parker                 | 22 april 1998     | 202       |
| 16          | 3             | "Ike's Wee Wee"                                  | Trey Parker | Trey Parker                                 | 20 maj 1998       | 203       |
| 17          | 4             | "Chickenlover"                                   | Trey Parker | Trey Parker, Matt Stone & David Goodman     | 27 maj 1998       | 204       |
| 18          | 5             | "Conjoined Fetus Lady"                           | Trey Parker | Trey Parker, Matt Stone & David Goodman     | 3 juni 1998       | 205       |
| 19          | 6             | "The Mexican Staring Frog of Southern Sri Lanka" | Trey Parker | Trey Parker & Matt Stone                    | 10 juni 1998      | 206       |
| 20          | 7             | "City on the Edge of Forever" "Flashbacks"       | Trey Parker | Trey Parker & Nancy M. Pimental             | 17 juni 1998      | 207       |
| 21          | 8             | "Summer Sucks"                                   | Trey Parker | Nancy M. Pimental & Trey Parker             | 24 juni 1998      | 208       |
| 22          | 9             | "Chef's Chocolate Salty Balls"                   | Trey Parker | Trey Parker, Matt Stone & Nancy M. Pimental | 19 augusti 1998   | 209       |
| 23          | 10            | "Chickenpox"                                     | Trey Parker | Trey Parker, Matt Stone & Trisha Nixon      | 26 augusti 1998   | 210       |
| 24          | 11            | "Roger Ebert Should Lay Off the Fatty Foods"     | Trey Parker | Trey Parker & David Goodman                 | 2 september 1998  | 211       |
| 25          | 12            | "Clubhouses"                                     | Trey Parker | Trey Parker & Nancy M. Pimental             | 23 september 1998 | 212       |
| 26          | 13            | "Cow Days"                                       | Trey Parker | Trey Parker & David Goodman                 | 30 september 1998 | 213       |
| 27          | 14            | "Chef Aid"                                       | Trey Parker | Trey Parker & Matt Stone                    | 7 oktober 1998    | 214       |
| 28          | 15            | "Spookyfish"                                     | Trey Parker | Trey Parker                                 | 28 oktober 1998   | 215       |
| 29          | 16            | "Merry Christmas, Charlie Manson!"               | Eric Stough | Trey Parker & Nancy M. Pimental             | 9 december 1998   | 216       |
| 30          | 17            | "Gnomes"                                         | Trey Parker | Pam Brady, Trey Parker & Matt Stone         | 16 december 1998  | 217       |
| 31          | 18            | "Prehistoric Ice Man"                            | Eric Stough | Trey Parker and Nancy M. Pimental           | 20 januari 1999   | 218       |

### Säsong 3 (1999–2000)
| Nr i serien | Nr i säsongen | Titel                                | Regissör                  | Manus                                    | Originalvisning  | Prod. kod |
| ----------- | ------------- | ------------------------------------ | ------------------------- | ---------------------------------------- | ---------------- | --------- |
| 32          | 1             | "Rainforest Schmainforest"           | Trey Parker & Eric Stough | Trey Parker & Matt Stone                 | 7 april 1999     | 301       |
| 33          | 2             | "Spontaneous Combustion"             | Matt Stone                | Trey Parker, Matt Stone & David Goodman  | 14 april 1999    | 302       |
| 34          | 3             | "The Succubus"                       | Trey Parker               | Trey Parker                              | 21 april 1999    | 303       |
| 35          | 4             | "Jakovasaurs"                        | Matt Stone                | Trey Parker, Matt Stone & David Goodman  | 16 juni 1999     | 304       |
| 36          | 5             | "Tweek vs. Craig"                    | Trey Parker               | Trey Parker                              | 23 juni 1999     | 305       |
| 37          | 6             | "Sexual Harassment Panda"            | Eric Stough               | Trey Parker                              | 7 juli 1999      | 306       |
| 38          | 7             | "Cat Orgy"                           | Trey Parker               | Trey Parker                              | 14 juli 1999     | 307       |
| 39          | 8             | "Two Guys Naked in a Hot Tub"        | Trey Parker               | Trey Parker, Matt Stone & David Goodman  | 21 juli 1999     | 308       |
| 40          | 9             | "Jewbilee"                           | Trey Parker               | Trey Parker                              | 28 juli 1999     | 309       |
| 41          | 10            | "Korn's Groovy Pirate Ghost Mystery" | Trey Parker               | Trey Parker                              | 27 oktober 1999  | 310       |
| 42          | 11            | "Chinpokomon"                        | Eric Stough & Trey Parker | Trey Parker                              | 3 november 1999  | 311       |
| 43          | 12            | "Hooked on Monkey Phonics"           | Trey Parker               | Trey Parker                              | 10 november 1999 | 312       |
| 44          | 13            | "Starvin' Marvin in Space"           | Trey Parker               | Trey Parker, Matt Stone & Kyle McCulloch | 17 november 1999 | 313       |
| 45          | 14            | "The Red Badge of Gayness"           | Trey Parker               | Trey Parker                              | 24 november 1999 | 314       |
| 46          | 15            | "Mr. Hankey's Christmas Classics"    | Trey Parker               | Trey Parker                              | 1 december 1999  | 315       |
| 47          | 16            | "Are You There God? It's Me, Jesus"  | Eric Stough               | Trey Parker                              | 29 december 1999 | 316       |
| 48          | 17            | "World Wide Recorder Concert"        | Eric Stough               | Trey Parker                              | 12 januari 2000  | 317       |

### Säsong 4 (2000)
| Nr i serien | Nr i säsongen | Titel                                                          | Regissör                  | Manus                                       | Originalvisning  | Prod. kod |
| ----------- | ------------- | -------------------------------------------------------------- | ------------------------- | ------------------------------------------- | ---------------- | --------- |
| 49          | 1             | "The Tooth Fairy's Tats 2000" "The Tooth Fairy's Tats"         | Trey Parker               | Trey Parker, Matt Stone & Nancy M. Pimental | 5 april 2000     | 401       |
| 50          | 2             | "Cartman's Silly Hate Crime 2000" "Cartman's Silly Hate Crime" | Trey Parker & Eric Stough | Trey Parker                                 | 12 april 2000    | 402       |
| 51          | 3             | "Timmy 2000"                                                   | Trey Parker               | Trey Parker                                 | 19 april 2000    | 403       |
| 52          | 4             | "Quintuplets 2000" "Contorting Quintuplets 2000" "Quintuplets" | Trey Parker               | Trey Parker                                 | 26 april 2000    | 404       |
| 53          | 5             | "Cartman Joins NAMBLA"                                         | Eric Stough               | Trey Parker                                 | 21 juni 2000     | 405       |
| 54          | 6             | "Cherokee Hair Tampons"                                        | Trey Parker               | Trey Parker                                 | 28 juni 2000     | 406       |
| 55          | 7             | "Chef Goes Nanners"                                            | Trey Parker & Eric Stough | Trey Parker                                 | 5 juli 2000      | 407       |
| 56          | 8             | "Something You Can Do with Your Finger"                        | Trey Parker               | Trey Parker                                 | 12 juli 2000     | 408       |
| 57          | 9             | "Do the Handicapped Go to Hell?"                               | Trey Parker               | Trey Parker                                 | 19 juli 2000     | 409       |
| 58          | 10            | "Probably"                                                     | Trey Parker               | Trey Parker                                 | 26 juli 2000     | 410       |
| 59          | 11            | "4th Grade"                                                    | Trey Parker               | Trey Parker                                 | 8 november 2000  | 411       |
| 60          | 12            | "Trapper Keeper"                                               | Trey Parker               | Trey Parker                                 | 15 november 2000 | 412       |
| 61          | 13            | "Helen Keller! The Musical"                                    | Trey Parker               | Trey Parker                                 | 22 november 2000 | 413       |
| 62          | 14            | "Pip" "Great Expectations"                                     | Eric Stough               | Trey Parker                                 | 29 november 2000 | 414       |
| 63          | 15            | "Fat Camp"                                                     | Trey Parker               | Trey Parker                                 | 6 december 2000  | 415       |
| 64          | 16            | "The Wacky Molestation Adventure"                              | Trey Parker               | Trey Parker                                 | 13 december 2000 | 416       |
| 65          | 17            | "A Very Crappy Christmas"                                      | Adrien Beard              | Trey Parker                                 | 20 december 2000 | 417       |

### Säsong 5 (2001)
| Nr i serien | Nr i säsongen | Titel                                   | Regissör    | Manus       | Originalvisning  | Prod. kod |
| ----------- | ------------- | --------------------------------------- | ----------- | ----------- | ---------------- | --------- |
| 66          | 1             | "It Hits the Fan"                       | Trey Parker | Trey Parker | 20 juni 2001     | 501       |
| 67          | 2             | "Cripple Fight"                         | Trey Parker | Trey Parker | 27 juni 2001     | 502       |
| 68          | 3             | "Super Best Friends"                    | Trey Parker | Trey Parker | 4 juli 2001      | 503       |
| 69          | 4             | "Scott Tenorman Must Die"               | Eric Stough | Trey Parker | 11 juli 2001     | 504       |
| 70          | 5             | "Terrance and Phillip: Behind the Blow" | Trey Parker | Trey Parker | 18 juli 2001     | 505       |
| 71          | 6             | "Cartmanland"                           | Trey Parker | Trey Parker | 25 juli 2001     | 506       |
| 72          | 7             | "Proper Condom Use"                     | Trey Parker | Trey Parker | 1 augusti 2001   | 507       |
| 73          | 8             | "Towelie"                               | Trey Parker | Trey Parker | 8 augusti 2001   | 508       |
| 74          | 9             | "Osama Bin Laden Has Farty Pants"       | Trey Parker | Trey Parker | 7 november 2001  | 509       |
| 75          | 10            | "How to Eat with Your Butt"             | Trey Parker | Trey Parker | 14 november 2001 | 510       |
| 76          | 11            | "The Entity"                            | Trey Parker | Trey Parker | 21 november 2001 | 511       |
| 77          | 12            | "Here Comes the Neighborhood"           | Eric Stough | Trey Parker | 28 november 2001 | 512       |
| 78          | 13            | "Kenny Dies"                            | Trey Parker | Trey Parker | 5 december 2001  | 513       |
| 79          | 14            | "Butters' Very Own Episode"             | Eric Stough | Trey Parker | 12 december 2001 | 514       |

### Säsong 6 (2002)
| Nr | Titel                                                        | Sändes först     | Avsnittsnummer |
| --- | ------------------------------------------------------------ | ---------------- | -------------- |
| 80 | "Jared Has Aides"                                            | 6 mars 2002      | 601            |
| Jared (en kille som sägs förlorat vikt på att bara äta Subway-mackor) kommer till South Park för att hålla ett föredrag. Staden missuppfattar honom och tror att han förlorat vikt på grund av AIDS. Vännerna tänker göra en ny Jared av Butters hos "City Wok". |                                                              |                  |                |
| 81 | "Asspen"                                                     | 13 mars 2002     | 602            |
| Pojkarna och deras föräldrar åker på skidsemester till Aspen. Stan blir utmanad i en skidtävling medan föräldrarna är fast på ett Time-share-seminarium. |                                                              |                  |                |
| 82 | "Freak Strike"                                               | 20 mars 2002     | 603            |
| Pojkarna klär ut Butters som ett offer för en födelsedefekt, så att de kan vinna ett pris på The Maury Povich Show. |                                                              |                  |                |
| 83 | "Fun with Veal"                                              | 27 mars 2002     | 604            |
| Pojkarna försöker rädda kalvar från att bli slaktade. |                                                              |                  |                |
| 84 | "The New Terrance and Phillip Movie Trailer"                 | 3 april 2002     | 605            |
| Pojkarna måste se ett urbota tråkigt tv-program med Russell Crowe på grund av att trailern till den nya "Terrance and Phillip"-filmen att kommer visas i ett reklamavbrott.                                                                                      |                                                              |                  |                |
| 85 | "Professor Chaos"                                            | 10 april 2002    | 606            |
| Pojkarna försöker hitta en ersättare till Butters, som blir en superskurk när han blir kickad från gänget. |                                                              |                  |                |
| 86 | "Simpsons Already Did It"                                    | 26 juni 2002     | 607            |
| Butters upptäcker att alla hans planer att ta över världen redan blivit gjorda i The Simpsons. Samtidigt skapar Cartman ett samhälle av "sea people" i ett akvarium.                                                                                             |                                                              |                  |                |
| 87 | "Red Hot Catholic Love"                                      | 3 juli 2002      | 608            |
| Föräldrarna i South Park blir ateister, och Cartman kommer på hur man bajsar genom munnen. |                                                              |                  |                |
| 88 | "Free Hat"                                                   | 10 juli 2002     | 609            |
| Pojkarna skapar en klubb med mål att få Steven Spielberg och George Lucas sluta klippa om sina gamla filmer. |                                                              |                  |                |
| 89 | "Bebe's Boobs Destroy Society"                               | 17 juli 2002     | 610            |
| Bebe har utvecklat bröst, vilket får killarna i klassen att bete sig mäkta underligt. |                                                              |                  |                |
| 90 | "Child Abduction Is Not Funny"                               | 24 juli 2002     | 611            |
| En barnarövare härjar i South Park, vilket leder till att befolkningen bygger en kinamur runt staden för att skydda barnen. |                                                              |                  |                |
| 91 | "A Ladder to Heaven"                                         | 6 november 2002  | 612            |
| Pojkarna bygger en trappa till himlen för att prata med Kenny om en godiskupong. Cartman råkar dricka Kennys aska och blir besatt av hans själ. |                                                              |                  |                |
| 92 | "The Return of the Fellowship of the Ring to the Two Towers" | 13 november 2002 | 613            |
| Pojkarna, som leker Sagan om Ringen, skickar av misstag en porrfilm till Butters. |                                                              |                  |                |
| 93 | "Toleransens dödsläger"                                      | 7 april 2003     | 614            |
| Hela stan blir tolerant mot bland annat bögar, och Herr Garrison försöker få sparken för att tjäna 25 miljoner dollar genom att provocerande bete sig överdrivet homosexuellt på sina lektioner.                                                                 |                                                              |                  |                |
| 94 | "The Biggest Douche in the Universe"                         | 27 november 2002 | 615            |
| Chefs föräldrar försöker använda sig av exorcism för att få ut Kennys själ ur Cartman. Samtidigt försöker Stan bevisa att John Edward inte kan tala med de döda.                                                                                                 |                                                              |                  |                |
| 95 | "My Future Self n' Me"                                       | 4 december 2002  | 616            |
| Under ett åskoväder träffar Stan en kille som visar sig vara hans framtida jag. Framtids- Stan berättar för Stan, för dennes varnagel, om sitt missbruk av droger och alkohol.                                                                                   |                                                              |                  |                |
| 96 | "Red Sleigh Down"                                            | 11 december 2002 | 617            |
| Det är jul och Cartman har varit elak i år, som nu måste göra något mycket snällt. |                                                              |                  |                |

### Säsong 7 (2003)
| Nr | Titel                       | Sändes först     | Avsnittsnummer |
| --- | --------------------------- | ---------------- | -------------- |
| 97 | "Cancelled"                 | 19 mars 2003     | 701            |
| Pojkarna får reda på att jorden bara är en dokusåpa för utomjordingar, och de försöker stoppa den från att läggas ner för gott. |                             |                  |                |
| 98 | "Krazy Kripples"            | 26 mars 2003     | 702            |
| Timmy och Jimmy startar en klubb för krymplingar, samt blir därigenom av misstag inblandade i gänget Crips. Christopher Reeve kommer till staden för att förespråka stamcellsforskning.                                                                                     |                             |                  |                |
| 99 | "Toilet Paper"              | 2 april 2003     | 703            |
| Kyle har skuldkänslor efter pojkarna "toapapprade" sin konstlärares hus. |                             |                  |                |
| 100 | "I'm a Little Bit Country"  | 9 april 2003     | 704            |
| I staden är det protest mot och för Irakkriget. Vännerna ska göra en uppsats om Unionens Fäder och Cartman försöker få fram en "flashback" om det. |                             |                  |                |
| 101 | "Fat Butt and Pancake Head" | 16 april 2003    | 705            |
| Cartmans handdocka "Jennifer Lopez" får mycket publicitet, vilket gör den riktiga Jennifer Lopez riktigt, riktigt arg... |                             |                  |                |
| 102 | "Lil' Crime Stoppers"       | 23 april 2003    | 706            |
| Vännerna leker detektiver, vilket slutar med att Sergeant Yates anlitar dem för att lösa riktiga fall. |                             |                  |                |
| 103 | "Red Man's Greed"           | 30 april 2003    | 707            |
| USA:s ursprungsbefolkning tar över staden för att bygga en motorväg till sitt casino. |                             |                  |                |
| 104 | "South Park Is Gay"         | 22 oktober 2003  | 708            |
| Alla pojkar och män i staden blir metrosexuella på grund av tv-programmet Fab 5. Samtidigt försöker Kyle, Herr Garrison och Herr Slave stoppa vågen av metrosexualitet genom att döda Fab 5-killarna.                                                                       |                             |                  |                |
| 105 | "Christian Rock Hard"       | 29 oktober 2003  | 709            |
| Cartman, Token och Butters bildar ett kristet band. Samtidigt protesterar Stan, Kyle och Kenny mot nedladdning av musik från Internet. |                             |                  |                |
| 106 | "Grey Dawn"                 | 5 november 2003  | 710            |
| South Parks pensionärer får sina körkort indragna på grund av vårdslöshet i trafik, vilket lett till att för många dött. Ett ödesdigert beslut som får USA:s pensionärsförening, AARP, på krigsstigen...                                                                    |                             |                  |                |
| 107 | "Casa Bonita"               | 12 november 2003 | 711            |
| Kyle ska fira sin födelsedag på "Casa Bonita" och får bjuda med sig tre kompisar. När Kyle väljer Butters istället för Cartman, blir Cartman förtvivlad och gör allt för att få komma med i stället.                                                                        |                             |                  |                |
| 108 | "All About the Mormons?"    | 19 november 2003 | 712            |
| Stan blir i skolan kompis med en ny kille, som visar sig vara mormon. |                             |                  |                |
| 109 | "Butt Out"                  | 3 december 2003  | 713            |
| Pojkarna teströkar för att de inte vill bli som antirökarna. Detta medför att skolan brinner ned och föräldrarna tillkallar den mest hårdförde antirökaren, Rob Reiner, för att få stopp på detta...                                                                        |                             |                  |                |
| 110 | "Raisins"                   | 10 december 2003 | 714            |
| Stan börjar hänga med gothare efter att Wendy Testaburger gjort slut med honom. Samtidigt blir Butters kär i Lexus, en servitris på "Raisins". |                             |                  |                |
| 111 | "It's Christmas in Canada"  | 17 december 2003 | 715            |
| Ike måste tillbaka till Kanada med sina biologiska föräldrar för att den nye kanadensiske premiärministern har beslutat så. De andra vännerna följer med, eftersom julen annars blir förstörd i South Park, då föräldrarna donerar sina julklappspengar för att få hem Ike. |                             |                  |                |

### Säsong 8 (2004)
| Nr | Titel                                | Sändes först     | Avsnittsnummer |
| --- | ------------------------------------ | ---------------- | -------------- |
| 112 | "Good Times with Weapons"            | 17 mars 2004     | 801            |
| Pojkarna har köpt vapen från Fjärran Östern och börjar leka att de är animekaraktärer. |                                      |                  |                |
| 113 | "Up the Down Steroid"                | 24 mars 2004     | 802            |
| Jimmy använder steroider för att fuska sig till en förstaplats i "the Special Olympics". Cartman försöker vinna genom att låtsas vara efterbliven. |                                      |                  |                |
| 114 | "The Passion of the Jew"             | 31 mars 2004     | 803            |
| Kyle ser till slut Mel Gibsons film The Passion of the Christ och får för sig att Cartmans antisemitiska uttalanden är sanna. Därefter ser även Stan och Kenny filmen, och tycker att den är jättedålig, vilket får dem att åka till Malibu. Detta för att av Mel Gibson få tillbaka pengarna som de lagt ner på biobiljetterna... |                                      |                  |                |
| 115 | "You Got F'd in the A"               | 7 april 2004     | 804            |
| Stan måste bilda en dansgrupp för att tävla mot rivalerna från Orange County. Avsnittet är en parodi på filmen You Got Served. |                                      |                  |                |
| 116 | "AWESOM-O"                           | 14 april 2004    | 805            |
| Cartman klär ut sig till en robot som ska vara Butters bästa vän, i hopp om att få reda på Butters pinsamma hemligheter. Det blir problem då Cartman upptäcker att Butters har filmat Cartman då han är utklädd till Britney Spears.                                                                                               |                                      |                  |                |
| 117 | "The Jeffersons"                     | 21 april 2004    | 806            |
| En mystisk och excentrisk ny granne vid namnet Michael Jefferson flyttar in i South Park... Lite kuriosa över detta avsnitt. |                                      |                  |                |
| 118 | "Goobacks"                           | 28 april 2004    | 807            |
| Människor från år 3045 kommer till South Park och tar alla jobb, vilket orsakar arbetslöshet och gör många, då i synnerhet Stan, upprörda. |                                      |                  |                |
| 119 | "Douche and Turd"                    | 27 oktober 2004  | 808            |
| Skolan måste välja en ny maskot, men Stan vägrar rösta. |                                      |                  |                |
| 120 | "Something Wall-Mart This Way Comes" | 3 november 2004  | 809            |
| Ett "Wall-Mart" öppnas i South Park. Affärens låga priser orsakar enorm konkurrens som slår ut andra affärer. |                                      |                  |                |
| 121 | "Pre-School"                         | 10 november 2004 | 810            |
| En tuff kille lämnar fängelset. Stan, Cartman, Kyle, Kenny och Butters fruktar honom eftersom de orsakade en brand i förskolan och satte dit honom, vilket gav honom fem år i fängelset. |                                      |                  |                |
| 122 | "Quest for Ratings"                  | 17 november 2004 | 811            |
| Pojkarnas nyhetsprogram på skolan hotas av nedläggning, eftersom Craigs tv-program får högre tittarsiffror. För att råda bot på det problemet, måste de få högre tittarsiffror, vilket dock är lättare sagt än gjort... |                                      |                  |                |
| 123 | "Stupid Spoiled Whore Video Playset" | 1 december 2004  | 812            |
| Paris Hilton lanserar något kallat "stupid spoiled whore video play set" vilket förändrar flickornas livsstil, allas utom Wendys. Under tiden försöker Hilton själv köpa Butters, för att ha som husdjur. |                                      |                  |                |
| 124 | "Cartman's Incredible Gift"          | 8 december 2004  | 813            |
| Cartman får för sig att han har fått paranormala mordlösarkrafter efter en olycka. |                                      |                  |                |
| 125 | "Woodland Critter Christmas"         | 15 december 2004 | 814            |
| Stan är i skogen och hjälper oskyldiga djur att förbereda sig för födelsen av Kristi motståndare. |                                      |                  |                |

### Säsong 9 (2005)
| Nr | Titel                                    | Sändes först     | Avsnittsnummer |
| --- | ---------------------------------------- | ---------------- | -------------- |
| 126 | "Mr. Garrison's Fancy New Vagina"        | 9 mars 2005      | 901            |
| Herr Garrison gör ett könsbyte som lösning på sin homosexualitet. |                                          |                  |                |
| 127 | "Die Hippie, Die"                        | 16 mars 2005     | 902            |
| Parasitbekämparen Cartman försöker utrota alla hippies, vilket får honom att hamna i fängelset igen. När han får veta att ett nytt "Woodstock" ska vara i stan blir han tvungen att göra någonting åt det. Avsnittet liknar "Armageddon" och "The Core". |                                          |                  |                |
| 128 | "Wing"                                   | 23 mars 2005     | 903            |
| Token blir sångare, medan pojkarna försöker driva en talangbyrå och representerar ägaren av City Woks fru. |                                          |                  |                |
| 129 | "Best Friends Forever"                   | 30 mars 2005     | 904            |
| Kenny hamnar i ett vegetativt tillstånd. Detta startar stora diskussioner då Cartman vill att han ska dö, så att han kan ärva Kennys Sony PSP, medan andra vill att han ska hållas vid liv. Det första South Park-avsnittet som vunnit en Emmy Award.    |                                          |                  |                |
| 130 | "The Losing Edge"                        | 6 april 2005     | 905            |
| Pojkarna försöker förlora sina basebollmatcher med flit, så att de slipper spela det hela sommaren. Randy börjar träna själv för sina slagsmål med andra föräldrar på matcherna.                                                                         |                                          |                  |                |
| 131 | "The Death of Eric Cartman"              | 13 april 2005    | 906            |
| Barnen har tröttnat på Cartmans beteende, så de bestämmer sig för att ignorera honom. På grund av detta får Cartman för sig att han har dött, och måste göra snälla saker för att inträda i Himmelriket.                                                 |                                          |                  |                |
| 132 | "Erection Day"                           | 20 april 2005    | 907            |
| Jimmy har börjat få erektioner när han inte vill och är orolig för att få en när han ska uppträda på skolans talangjakt. När Butters berättar att man måste ha sex för att bli av med ståndet börjar Jimmy leta efter någon att ha sex med.              |                                          |                  |                |
| 133 | "Two Days Before the Day After Tomorrow" | 19 oktober 2005  | 908            |
| En bäverdamm förstörs och det blir översvämning nära South Park. Man skyller på den Global uppvärmningen. Vad som egentligen hände vet bara Stan och Cartman, eftersom de orsakade katastrofen.                                                          |                                          |                  |                |
| 134 | "Marjorine"                              | 26 oktober 2005  | 909            |
| Killarna upptäcker ett föremål som tjejerna har som man kan se in i framtiden med (fast det i själva verket bara är en pappersloppa). |                                          |                  |                |
| 135 | "Follow That Egg"                        | 2 november 2005  | 910            |
| När Fru Garrison får reda på att Herr Slave kommer att gifta sig med Big Gay Al försöker han stoppa samkönade äktenskap. Han tar hjälp av barnen i klassen för att ge ett exempel på varför homosexuella giftermål är dåliga föräldrar.                  |                                          |                  |                |
| 136 | "Ginger Kids"                            | 9 november 2005  | 911            |
| Stan och Kyle gör Cartman rödhårig och blek efter att Cartman hållit ett föredrag i klassen om hur dessa rödhåringar är en fara för mänskligheten. Ett skämt som de kommer att få anledning att ängra...                                                 |                                          |                  |                |
| 137 | "Trapped in the Closet"                  | 16 november 2005 | 912            |
| Stan uppfattas som reinkarnationen av L. Ron Hubbard, scientologernas ledare, vilket leder till en rad mystiska händelser, så som att Tom Cruise och John Travolta låser in sig i Stans garderob.                                                        |                                          |                  |                |
| 138 | "Free Willzyx"                           | 30 november 2005 | 913            |
| Pojkarna blir lurade av två arbetare på Sea Park att en späckhuggare kan prata. |                                          |                  |                |
| 139 | "Bloody Mary"                            | 7 december 2005  | 914            |
| Randy får för sig att hans alkoholproblem är en riktig sjukdom, som bara kan botas av blodet från rumpan på en staty av Jungfru Maria. |                                          |                  |                |

### Säsong 10 (2006)
| Nr | Titel                         | Sändes först     | Avsnittsnummer |
| --- | ----------------------------- | ---------------- | -------------- |
| 140 | "The Return of Chef"          | 22 mars 2006     | 1001           |
| Efter ett långt uppehåll återvänder Chef till South Park. Pojkarna upptäcker dock att Chef beter sig väldigt underligt.                                                                         |                               |                  |                |
| 141 | "Smug Alert!"                 | 29 mars 2006     | 1002           |
| Stan övertygar alla i staden att köpa en hybridbil. |                               |                  |                |
| 142 | "Cartoon Wars Part I"         | 5 april 2006     | 1003           |
| Staden får panik när Family Guy tänker sända en bild på Muhammed. Cartman och Kyle bestämmer sig för att cykla till tv-bolaget för att be dem stoppa avsnittet.                                 |                               |                  |                |
| 143 | "Cartoon Wars Part II"        | 12 april 2006    | 1004           |
| Cartman träffar Foxs VD i hopp om att lägga ner Family Guy och upptäcker den hemska sanningen om manusförfattarna bakom serien...                                                               |                               |                  |                |
| 144 | "A Million Little Fibers"     | 19 april 2006    | 1005           |
| Towelie förklär sig själv till människa för att kunna publicera sina memoarer. |                               |                  |                |
| 145 | "ManBearPig"                  | 26 april 2006    | 1006           |
| Al Gore varnar staden för den förskräckliga "ManBearPig" och får pojkarna instängda i en grotta.                                                                                                |                               |                  |                |
| 146 | "Tsst"                        | 3 maj 2006       | 1007           |
| Cartmans mamma försöker få Cartman att bete sig normalt. Efter att en mängd olika barnflickor försökt och misslyckats blir hon tvungen att ta in en hundtränare.                                |                               |                  |                |
| 147 | "Make Love, Not Warcraft"     | 4 oktober 2006   | 1008           |
| Pojkarna försöker få stopp på en galen gamer som om och om igen dödar dem i World of Warcraft. Avsnittet vann en Emmy Award.                                                                    |                               |                  |                |
| 148 | "Mystery of the Urinal Deuce" | 11 oktober 2006  | 1009           |
| Stan och Kyle "upptäcker" den verkliga sammansvärjningen bakom 11 september-attackerna. |                               |                  |                |
| 149 | "Miss Teacher Bangs a Boy"    | 18 oktober 2006  | 1010           |
| En attraktiv dagislärare blir kär i Kyles bror, Ike. |                               |                  |                |
| 150 | "Hell on Earth 2006"          | 25 oktober 2006  | 1011           |
| Satan fyller år och ska ha en Halloweenfest. |                               |                  |                |
| 151 | "Go God Go"                   | 1 november 2006  | 1012           |
| Fru Garrison vägrar lära ut evolution i sin klass, och Richard Dawkins kommer för att hjälpa henne. Samtidigt försöker Cartman frysa ner sig själv så han slipper vänta på att Wii ska släppas. |                               |                  |                |
| 152 | "Go God Go XII"               | 8 november 2006  | 1013           |
| Cartman har fryst ner sig själv och hamnar 500 år in i framtiden, mitt i ett inbördeskrig mellan ateister.                                                                                      |                               |                  |                |
| 153 | "Stanley's Cup"               | 15 november 2006 | 1014           |
| Stan försöker träna ett hockeylag bestående av förskolebarn. |                               |                  |                |

### Säsong 11 (2007)
| Nr | Titel                             | Sändes först     | Avsnittsnummer |
| --- | --------------------------------- | ---------------- | -------------- |
| 154 | "With Apologies to Jesse Jackson" | 7 mars 2007      | 1101           |
| Randy säger ordet "niggers" på TV och blir illa omtyckt. Under tiden retar Cartman en kortväxt person som har kommit till skolan för att prata om tolerans. |                                   |                  |                |
| 155 | "Cartman Sucks"                   | 14 mars 2007     | 1102           |
| Butters pappa kommer på sin son när han förefaller vara på väg att utföra oralsex på Cartman. Detta leder till att Butters blir skickad till ett kristet läger för "förvirrade" barn. Samtidigt skyller Cartman på Kyle för att ha stulit ett foto på honom och Butters.                          |                                   |                  |                |
| 156 | "Lice Capades"                    | 21 mars 2007     | 1103           |
| Det visar sig att någon på skolan har löss, och alla blir undersökta. Cartman försöker ta reda på vem som har löss så att alla andra ska kunna reta denne. Samtidigt håller lössen och dess president som bor på Clydes huvud på att fly därifrån.                                                |                                   |                  |                |
| 157 | "The Snuke"                       | 28 mars 2007     | 1104           |
| En ny muslimsk pojke kommer till skolan och Cartmans rädsla för terrorism ökar. Hillary Clinton kommer till South Park och upptäcker att hennes vagina har en bomb inmonterad. |                                   |                  |                |
| 158 | "Fantastic Easter Special"        | 4 april 2007     | 1105           |
| Inställd på att få reda på varför han måste dekorera ägg på påsken hamnar Stan i en konstig grupp av människor. |                                   |                  |                |
| 159 | "D-Yikes!"                        | 11 april 2007    | 1106           |
| Fru Garrison faller för en kvinna på en lesbisk bar och slåss mot perser som vill renovera baren. Samtidigt hyr Stan, Kyle, Cartman och Kenny illegala invandrare för att göra deras läxor. |                                   |                  |                |
| 160 | "Night of the Living Homeless"    | 18 april 2007    | 1107           |
| Mängder av hemlösa personer invaderar South Park. Föräldrarna fastnar uppe på ett tak, och det ankommer på barnen att rädda dem. |                                   |                  |                |
| 161 | "Le Petit Tourette"               | 3 oktober 2007   | 1108           |
| Cartman ljuger och säger att han lider av tourettes, vilket gör att han får säga elaka saker när han vill utan att åka dit för det. |                                   |                  |                |
| 162 | "More Crap"                       | 10 oktober 2007  | 1109           |
| Randy presterar den största bajskorven i världen, och slår därmed Bonos tidigare rekord. |                                   |                  |                |
| 163 | "Imaginationland"                 | 17 oktober 2007  | 1110           |
| Efter ett vad mellan Kyle och Cartman, som Cartman vinner, skickar en man barnen till fantasilandet. Plötsligt attackerar muslimska terrorister landet och ett vilt äventyr börjar. |                                   |                  |                |
| 164 | "Imaginationland Episode II"      | 24 oktober 2007  | 1111           |
| När Stan och Kyle hamnar i Pentagon i Washington D.C. försöker Cartman fullfölja avtalet med vadet. Samtidigt börjar den onda sidan av fantasilandet attackera "den goda sidan". |                                   |                  |                |
| 165 | "Imaginationland Episode III"     | 31 oktober 2007  | 1112           |
| När man har beslutat att spränga fantasilandet med en atombomb, försöker Kyle att stoppa det. Under tiden sker en strid mellan gott och ont i fantasilandet. |                                   |                  |                |
| 166 | "Guitar Queer-o"                  | 7 november 2007  | 1113           |
| Stan och Kyle fastnar båda för spelet Guitar Hero, men när det visar sig att Stan istället börjar spela med en bättre Guitar Hero-spelare än Kyle blir de ovänner. |                                   |                  |                |
| 167 | "The List"                        | 14 november 2007 | 1114           |
| Flickorna i fjärdeklassen gör en hemlig lista över alla pojkars utseende från sötast till fulast. När pojkarna upptäcker detta försöker de sno listan. När de får reda på att Kyle är fulast måste Stan få hjälp av Wendy för att veta om listan stämmer. Helst då innan Kyle bränner ner skolan. |                                   |                  |                |

### Säsong 12 (2008)
| Nr | Titel                       | Sändes först     | Avsnittsnummer |
| --- | --------------------------- | ---------------- | -------------- |
| 168 | "Tonsil Trouble"            | 12 mars 2008     | 1201           |
| Efter att Cartman tagit bort sina halsmandlar råkar han smittas av HIV. När han får reda på att ingen bryr sig som folk med AIDS längre börjar han leta efter ett botemedel. Kyle finner det ironiskt att Cartman har AIDS, Cartman blir arg och hittar på ett sätt att ge Kyle AIDS. |                             |                  |                |
| 169 | "Britney's New Look"        | 19 mars 2008     | 1202           |
| Britney Spears har försökt begå självmord och pojkarna uppdagar den fasansfulla hemligheten bakom hennes popularitet... |                             |                  |                |
| 170 | "Major Boobage"             | 26 mars 2008     | 1203           |
| Avsnittet är en hommage till den kanadensiska animerade filmen Heavy Metal. Kenny provar på att bli hög på kattpiss, men det orsakar att katter blir förbjudna i staden, vilket Cartman inte kan tolerera.                                                                            |                             |                  |                |
| 171 | "Canada on Strike!"         | 2 april 2008     | 1204           |
| Kanada känner sig orättvist behandlat och hela landet går ut i strejk om det inte får pengar. Pojkarna vill se nya avsnitt av det kanadensiska programmet "Terrance & Phillip", så de blir tvungna att göra något.                                                                    |                             |                  |                |
| 172 | "Eek, A Penis!"             | 9 april 2008     | 1205           |
| Fru Garrison vill bli man igen. Medan hon är borta ska Cartman vara lärare i innerstan, eftersom barnen fick MVG på proven när han vikarierade för Fru Garrison. |                             |                  |                |
| 173 | "Over Logging"              | 16 april 2008    | 1206           |
| En dag vaknar folket i South Park upp och upptäcker att internet är borta. När Randy hör att det finns internet i Kalifornien, tar han med sig familjen dit. |                             |                  |                |
| 174 | "Super Fun Time"            | 23 april 2008    | 1207           |
| Fjärdeklassarna åker till en pionjärby för att lära sig om livet år 1864. Plötsligt blir allihop tagna som gisslan av ett gäng banditer, medan Butters och Cartman är på ett ställe kallat "Super Phun Thyme".                                                                        |                             |                  |                |
| 175 | "The China Probrem"         | 8 oktober 2008   | 1208           |
| Cartman startar en extrem motståndsrörelse mot Kina, eftersom han tror att kineserna söker världsherravälde. Samtidigt väcker Kyle åtal mot George Lucas och Steven Spielberg efter att de sägs ha våldtagit Indiana Jones.                                                           |                             |                  |                |
| 176 | "Breast Cancer Show Ever"   | 15 oktober 2008  | 1209           |
| Wendy får nog av Cartmans hån av bröstcancer och bestämmer sig för att slå ner honom efter skolan. Cartman försöker i smyg göra allt för att undvika slagsmålet. |                             |                  |                |
| 177 | "Pandemic"                  | 22 oktober 2008  | 1210           |
| Medan världen försöker rädda sig själv ifrån en gigantisk epidemi, hittar pojkarna ett sätt att tjäna pengar. |                             |                  |                |
| 178 | "Pandemic Part 2"           | 29 oktober 2008  | 1211           |
| Medan barnen räddar världen från pandemin, blir South Park attackerat av enorma marsvin. |                             |                  |                |
| 179 | "About Last Night..."       | 5 november 2008  | 1212           |
| De flesta firar Obamas seger i presidentvalet, men presidentkandidater är inte alltid som de verkar vara.... |                             |                  |                |
| 180 | "Elementary School Musical" | 12 november 2008 | 1213           |
| Pojkarna upptäcker att de inte längre är coolast i skolan. Stan förstår att han kommer att förlora Wendy om han inte hänger med i den senaste flugan. |                             |                  |                |
| 181 | "The Ungroundable"          | 19 november 2008 | 1214           |
| Butters får för sig att det finns vampyrer på skolan. Gotharna på skolan blir upprörda när ingen märker skillnaden mellan vampyr- och gothstilen. |                             |                  |                |

### Säsong 13 (2009)
| Nr | Titel                  | Sändes först     | Avsnittsnummer |
| --- | ---------------------- | ---------------- | -------------- |
| 182 | "The Ring"             | 11 mars 2009     | 1301           |
| Kenny tar sin nya flickvän till en konsert med Jonas Brothers i hopp om att ta förhållandet till ett nytt steg. Detta krossas när Jonas Brothers ger dem kyskhetsringar.                                                                             |                        |                  |                |
| 183 | "The Coon"             | 18 mars 2009     | 1302           |
| Cartman klär ut sig till superhjälten "The Coon" för att skydda South Park från farlig kriminalitet. Men plötsligt dyker en ny superhjälte, som heter "Mysterion", upp vilket förargar The Coon...                                                   |                        |                  |                |
| 184 | "Margaritaville"       | 25 mars 2009     | 1303           |
| Randy blir South Parks ledarprofet och förkunnar sitt glada evangelium¨åt stadsfolket om hur Ekonomin skall återuppstå, för att nedkämpa Finanskrisen.                                                                                               |                        |                  |                |
| 185 | "Eat, Prey, Queef"     | 1 april 2009     | 1304           |
| Terence and Philip's show blir nerlagd samtidigt som ett nytt program sänds "Eat, Prey, Queef", ett program som går ut på i princip samma sak, att "fisa", men nu istället i kvinnlig version. Männen och pojkarna blir väldigt upprörda över detta. |                        |                  |                |
| 186 | "Fishsticks"           | 8 april 2009     | 1305           |
| Jimmy kommer på ett skämt medan Cartman påstår att han hjälpt till att komma på det. Den enda personen som inte förstår skämtet är Kanye West. |                        |                  |                |
| 187 | "Pinewood Derby"       | 15 april 2009    | 1306           |
| Randy upptäcker warp speed medan han tvingar Stan att fuska på sitt träbilsrace. Utomjordingar besöker jorden när nu äntligen människan har upptäckt warp speed.                                                                                     |                        |                  |                |
| 188 | "Fatbeard"             | 22 april 2009    | 1307           |
| Cartman, Butters, Clyde, Ike, och Kevin åker iväg på piratäventyr till Mogadishu i Somalia. |                        |                  |                |
| 189 | "Dead Celebrities"     | 7 oktober 2009   | 1308           |
| Michael Jackson har precis dött men vägrar acceptera sin död. Han tar då över Ikes kropp eftersom Ike är precis vad han söker: barn och vit. Det enda som fattas är att vara tjej.                                                                   |                        |                  |                |
| 190 | "Butters Bottom Bitch" | 14 oktober 2009  | 1309           |
| Butters får för sej att han måste växa upp och göra karriär. Han bildar då tillsammans med några tjejer på skolan sin egen prostitutionsverksamhet.                                                                                                  |                        |                  |                |
| 191 | "W.T.F."               | 21 oktober 2009  | 1310           |
| Några av killarna börjar brottas. Det är då ingen vanlig brottning, utan fungerar som ett skådespel med en så sjuk och vulgär berättelse som möjligt...                                                                                              |                        |                  |                |
| 192 | "Whale Whores"         | 28 oktober 2009  | 1311           |
| Japaner börjar slakta alla valar och delfiner i USA. Stan känner stor sympati för alla valar och delfiner och bestämmer sej då för att agera. Sanningen varför denna slakt pågår avslöjas senare i episoden.                                         |                        |                  |                |
| 193 | "The F Word"           | 4 november 2009  | 1312           |
| Folket i South Park stör sej på alla motorcykelknuttar som kör runt med sina högljudda motorcyklar och visar upp sej för att få uppmärksamhet. De blir kallade "fags" och försöker senare ändra ordet "fag"s betydelse i ordboken.                   |                        |                  |                |
| 194 | "Dances With Smurfs"   | 11 november 2009 | 1313           |
| Cartman blir utsedd till skolans morgonmeddelare. Istället för att bara läsa upp de bestämda skolnyheterna trakasserar han skolans elevrådsordförande Wendy. Cartman påstår själv att han inte trakasserar henne eftersom han bara "ställer frågor". |                        |                  |                |
| 195 | "Pee"                  | 18 november 2009 | 1314           |
| De fyra pojkarna, Butters och Jimmy åker iväg till vattenparken för att bada. En olycka inträffar och Kyle utsätts för en massa äckliga händelser.                                                                                                   |                        |                  |                |

### Säsong 14 (2010)
| Nr | Titel                               | Sändes först     | Avsnittsnummer |
| --- | ----------------------------------- | ---------------- | -------------- |
| 196 | "Sexual Healing"                    | 17 mars 2010     | 1401           |
| Sexmissbruket har slagit ner hårt i USA och några ungdomar på South Park Elementary verkar vara drabbade. |                                     |                  |                |
| 197 | "The Tale of Scrotie McBoogerballs" | 24 mars 2010     | 1402           |
| Cartman, Kyle, Stan och Kenny skriver en bok, men på grund av rädsla för vad deras föräldrar ska säga så låter de Butters publicera boken. Men allting går inte enligt planerna...                                                       |                                     |                  |                |
| 198 | "Medicinal Fried Chicken"           | 31 mars 2010     | 1403           |
| KFC, som Cartman älskar, har lagts ned i Colorado. I den tidigare restaurangen finns nu en butik som säljer marihuana för medicinskt bruk. Randy Marsh gör allt för att få handla där.                                                   |                                     |                  |                |
| 199 | "You Have 0 Friends"                | 7 april 2010     | 1404           |
| Stan får mot sin vilja ett konto på Facebook. Kyle blir vän med någon på Facebook som dittills inte haft några vänner. |                                     |                  |                |
| 200 | "200"                               | 14 april 2010    | 1405           |
| Varenda kändis som någonsin har blivit retad av staden South Park stämmer staden. |                                     |                  |                |
| 201 | "201"                               | 21 april 2010    | 1406           |
| Fortsättning på 201. Barbra Steisand har vaknat och vill hämnas på South Park, de rödhåriga vill ha Muhammed och Cartman vill fortfarande vem hans riktiga pappa är.                                                                     |                                     |                  |                |
| 202 | "Crippled Summer"                   | 28 april 2010    | 1407           |
| Jimmy och Timmy åker på läger för handikappade, men Jimmys ärkefiende försöker på alla sätt och vis förstöra det för honom. |                                     |                  |                |
| 203 | "Poor And Stupid"                   | 7 oktober 2010   | 1408           |
| Cartman vill bli en NASCAR-förare, och med Butters som coach gör han allt som krävs för att bli tillräckligt fattig och dum för att tävla.                                                                                               |                                     |                  |                |
| 204 | "It's A Jersey Thing"               | 14 oktober 2010  | 1409           |
| Hela USA håller på att bli New Jersey, men South Park kvarhåller med dödsföraktande mod sitt motstånd mot denna snobbkultur. |                                     |                  |                |
| 205 | "Insheeption"                       | 21 oktober 2010  | 1410           |
| Stan och Herr Mackey går i terapi för att bota sina problem med samlande, vilket leder till märkliga minnen. |                                     |                  |                |
| 206 | "Coon 2: Hindsight"                 | 28 oktober 2010  | 1411           |
| The Coon är tillbaka, nu med alla sina andra superhjältevänner och tillsammans vill de bekämpa ondskan. Men en ny superhjälte tar åt sig all äran och gruppen splittras.                                                                 |                                     |                  |                |
| 207 | "Mysterion Rises"                   | 4 november 2010  | 1412           |
| Efter splittringen i gruppen drar hjältarna ut för att rädda världen, men The Coon har andra planer för vännerna som svek honom. |                                     |                  |                |
| 208 | "Coon VS Coon and Friends"          | 10 november 2010 | 1413           |
| Medan Coon har blivit vän med Cthulhu krossar de nästan allt som Coon hatar. De andra hjältarna försöker komma på ett sätt att stoppa Coons onda planer.                                                                                 |                                     |                  |                |
| 209 | "Crème Fraiche"                     | 17 november 2010 | 1414           |
| Efter att Randy Marsh har tittat på en matlagningskanal många gånger bestämmer han sig att bli kock och laga tråkiga maträtter till South Park Elementary School. Under tiden försöker Sharon att träna på att ge sin man uppmärksamhet. |                                     |                  |                |

### Säsong 15 (2011)
| Nr | Titel                             | Sändes först     | Avsnittsnummer |
| --- | --------------------------------- | ---------------- | -------------- |
| 210 | "HUMANCENTiPAD"                   | 27 april 2011    | 1501           |
| Efter att Kyle har fått sin nya iPad blir han kidnappad av Apple efter att ha accepterat en uppdatering. Under tiden skyller Cartman på sin mamma för att han inte har en iPad.                                                                  |                                   |                  |                |
| 211 | "Funnybot"                        | 4 maj 2011       | 1502           |
| Under en gala som South Parks utvecklingsstörda barn håller i utnämner Jimmy tyskarna till världens tråkigaste personer. De blir mycket arga och bygger därför "Funnybot", den dödsroliga komediroboten...                                       |                                   |                  |                |
| 212 | "Royal Pudding"                   | 11 maj 2011      | 1503           |
| Under ett kungligt kanadensiskt bröllop kidnappas prinsessan av en okänd kraft. Kanadas premiärminister ber alla kanadensare att gå med i armén för att hitta henne. Under tiden försöker Herr Mackey desperat sätta ihop en pjäs om tandhygien. |                                   |                  |                |
| 213 | "T.M.I."                          | 18 maj 2011      | 1504           |
| Cartman skickas iväg för lära sig ilskehantering efter att ha satt upp en lista på pojkarnas penislängd. |                                   |                  |                |
| 214 | "Crack Baby Athletic Association" | 25 maj 2011      | 1505           |
| Cartman startar ett företag för att hjälpa crack - beroende bebisar. |                                   |                  |                |
| 215 | "City Sushi"                      | 1 juni 2011      | 1506           |
| När en restaurang vid namn City Sushi öppnar intill City Wok utbryter ett krig mellan restaurangerna. Butters får skulden för detta och får diagnosen dissociativ identitetsstörning.                                                            |                                   |                  |                |
| 216 | "You're getting old"              | 8 juni 2011      | 1507           |
| Stan får en "tween wave"-skiva i födelsedagspresent. Alla föräldrar utom Randy är emot genren. |                                   |                  |                |
| 217 | "Ass Burgers"                     | 5 oktober 2011   | 1508           |
| Fortsättning på ”You’re getting old”. Stan får diagnosen Aspergers syndrom. Cartman börjar sälja ”Assburgers” och Stan anlitas för att finna hemligheten bakom deras goda smak.                                                                  |                                   |                  |                |
| 218 | "The Last of the Meheecans"       | 12 oktober 2011  | 1509           |
| Barnen leker immigranter och gränspoliser. Butters tas av misstag för en mexikan och startar en massutvandring av mexikaner. |                                   |                  |                |
| 219 | "Bass to Mouth"                   | 19 oktober 2011  | 1510           |
| Någon på skolan samlar in privat information och bekantgör den för eleverna. Cartman lagar mat kryddad med laxermedel. |                                   |                  |                |
| 220 | "Broadway Bro Down"               | 26 oktober 2011  | 1511           |
| Randy försöker sätta upp en musikal med subliminala budskap om oralsex. Etablerade musikalskrivare försöker stoppa Randys allt för illa dolda budskap.                                                                                           |                                   |                  |                |
| 221 | "1 %"                             | 2 november 2011  | 1512           |
| Cartmans usla fysik sänker hela skolans hälsotal och alla får extra gymnastik. Någon illdådare börjar döda Cartmans mjukisdjur... |                                   |                  |                |
| 222 | "A History Channel Thanksgiving"  | 9 november 2011  | 1513           |
| Pojkarna får i uppgift att skriva en uppsats om upprinnelsen till ”Thanksgiving”. Olyckligtvis förlitar de sig härvid på uppgifter från History Channel.                                                                                         |                                   |                  |                |
| 223 | "The Poor Kid"                    | 16 november 2011 | 1514           |
| Efter att Kenny hamnat i fosterhem visar det sig till Cartmans förskräckelse att han nu är skolans fattigaste. Både han och Kenny hamnar i samma agnostiska fosterhem.                                                                           |                                   |                  |                |

## Fotnoter
1. ↑  http://www.nytimes.com/2007/08/27/business/media/27south.html?_r=1&oref=slogin
2. ↑  http://news.bbc.co.uk/2/hi/entertainment/6966374.stm
3. ↑  ”Arkiverade kopian”. Arkiverad från originalet den 13 mars 2008. https://web.archive.org/web/20080313193316/http://www.tv.com/south-park/show/344/episode_listings.html?season=12. Läst 11 december 2007.
4. ↑  ”South Park Full Episode Guides from Season 1 on COMEDY CENTRAL”. TV Guide. http://www.tvguide.com/tvshows/south-park/episodes-season-1/100402. Läst 2 februari 2012.
5. ↑  Littlefield, Kinney (February 1, 1998). ”South Park is a Far-out Place to Play”. AAP Newsfeed (LexisNexis).  [inloggning kan krävas]
6. 1 2 3  Johnson-Woods, Toni (2007). Blame Canada!: South Park And Popular Culture. New York, New York: Continuum International Publishing Group. sid. 6–8. ISBN 0-8264-1730-2. https://archive.org/details/blamecanada00toni
7. 1 2  ”Primetime Emmy Awards nominations for 1998 – Outstanding Animated Program (for Programming One Hour or Less)”. Academy of Television Arts and Sciences. Arkiverad från originalet den januari 4, 2012. https://web.archive.org/web/20120104075405/http://www.emmys.com/nominations/1998/OUTSTANDING%20ANIMATED%20PROGRAM%20(FOR%20PROGRAMMING%20ONE%20HOUR%20OR%20LESS). Läst 24 januari 2012.
8. ↑  Pergament, Alan (November 5, 1997). ”A High Point for Murphy Brown and Big Sweeps Premiere for Ch. 49”. The Buffalo News (Buffalo, New York). Arkiverad från originalet den november 11, 2013. https://web.archive.org/web/20131111111106/http://business.highbeam.com/6567/article-1P2-22964279/high-point-murphy-brown-and-big-sweeps-premiere-ch. Läst oktober 17, 2019. Arkiverad 11 november 2013 hämtat från the Wayback Machine. ”Arkiverade kopian”. Arkiverad från originalet den 11 november 2013. https://web.archive.org/web/20131111111106/http://business.highbeam.com/6567/article-1P2-22964279/high-point-murphy-brown-and-big-sweeps-premiere-ch. Läst 17 oktober 2019.
9. ↑  Duffy, Mike (December 16, 1997). ”Rudeness rules! Comedy Central hit South Park is smarter than it looks”. Detroit Free Press:  s. 1D.
10. ↑  Houston, David (December 22, 1997). ”South Park”. City News Service (Los Angeles).
11. ↑  ”Comedy Central's "Mecha-Streisand" Episode of South Park Breaks Its Own Ratings Record by a Nose With a 6.9 HH Rating Beating ABC”. New York, New York: Business Wire. February 20, 1998.
12. ↑  McCabe, Janet; Akass, Kim (2007). Quality TV: Contemporary American Television and Beyond. I. B. Tauris. sid. 91. ISBN 1-84511-511-2
13. ↑  Freeman, Michael; Cooper, Jim (February 16, 1998). ”Drawing in viewers; animation is breaking out around the dial as networks seek younger audiences”. Mediaweek. Arkiverad från originalet den november 11, 2013. https://web.archive.org/web/20131111111109/http://business.highbeam.com/137332/article-1G1-20350980/drawing-viewers-animation-breaking-out-around-dial. Läst oktober 17, 2019. Arkiverad 11 november 2013 hämtat från the Wayback Machine. ”Arkiverade kopian”. Arkiverad från originalet den 11 november 2013. https://web.archive.org/web/20131111111109/http://business.highbeam.com/137332/article-1G1-20350980/drawing-viewers-animation-breaking-out-around-dial. Läst 17 oktober 2019.
14. ↑  Kushman, Rick (February 25, 1998). ”Goin' South”. The Sacramento Bee:  s. F1.
15. ↑  ”The growth of trash TV concerns media watchers”. The Augusta Chronicle. May 5, 1998. http://chronicle.augusta.com/stories/1998/05/05/ent_227452.shtml. Läst 17 januari 2012.
16. ↑  ”Watch South Park Episodes Online Season 2 (1999)”. TV Guide. https://www.tvguide.com/tvshows/south-park/episodes-season-2/100402/. Läst 13 september 2019.
17. ↑  ”Watch South Park Episodes Online Season 3 (2000)”. TV Guide. https://www.tvguide.com/tvshows/south-park/episodes-season-3/100402/. Läst 13 september 2019.
18. ↑  ”Watch South Park Episodes Online Season 4 (2000)”. TV Guide. https://www.tvguide.com/tvshows/south-park/episodes-season-4/100402/. Läst 13 september 2019.
19. ↑  ”Full Episodes and TV Listings”. Zap2It. https://tvlistings.zap2it.com/overview.html?programSeriesId=SH00229827&tmsId=SH002298270000&from=sl&aid=gapzap. Läst 13 september 2019. Arkiverad 24 juni 2021 hämtat från the Wayback Machine.